# Kula, Hawaii
Kula är en ort (CDP) i Maui County, i delstaten Hawaii, USA. Enligt United States Census Bureau har orten en folkmängd på 6 452 invånare (2010) och en landarea på 89,6 km².